# Arno Van de Velde
Arno Van de Velde (Aalst, 30 december 1995) is een Belgisch volleyballer. 

## Levensloop
Van de Velde begon op 9-jarige leeftijd te volleyballen bij Rapid Denderhoutem. Daar speelde hij tot 2010. Vervolgens studeerde hij aan de Topsportschool Vilvoorde. Na 2 seizoenen (op 17-jarige leeftijd) maakte hij de overstap naar Knack Volley Roeselare, waar hij 7 seizoenen zou spelen. In deze periode werd hij vijfmaal landskampioen (2013, 2014, 2015, 2016 en 2017) en even vaak bekerwinnaar (2013, 2016, 2017, 2018 en 2019). Ook won hij er driemaal de Supercup en bereikte hij met Knack in 2015-'16 de halve finales van de CEV Cup.
Vervolgens was Van de Velde actief bij het Franse Arago de Sète VB en het Duitse VfB Friedrichshafen., waarmee hij vice-landskampioen werd. In 2021-2022 keerde Van de Velde terug naar Knack Roeselare en behaalde hij zijn zesde Belgische landstitel. Sinds 2022-'23 is hij actief bij Volley Menen.
In 2015 kwam hij voor de eerste keer uit voor de nationale ploeg, de Red Dragons. 
Zijn broer Bjarne was eveneens actief in het volleybal.

## Individuele prijzen
| Jaar        | Prijs               |
| ----------- | ------------------- |
| 2015 - 2016 | Rookie van het jaar |